# Bulbophyllum micranthum
Bulbophyllum micranthum es una especie de orquídea epifita  originaria de  	 Brasil. 

## Taxonomía
Bulbophyllum micranthum fue descrita por João Barbosa Rodrigues y publicado en Genera et Species Orchidearum Novarum 1: 39. 1877.
Etimología
Bulbophyllum: nombre genérico que se refiere a la forma de las hojas que es bulbosa.
micranthum: epíteto latino que significa "pequeña flor".